# Кайпин (Хэбэй)
Кайпи́н (кит. упр. 开平, пиньинь Kāipíng) — район городского подчинения городского округа Таншань провинции Хэбэй (КНР).

## История
При империи Мин в этих местах стали селиться переселенцы из провинции Шаньдун. Разработка Кайпинских угольных копей с 1881 года привела к бурному экономическому развитию.
Изначально эти места входили в состав уезда Луаньсянь. В 1956 году они были объединены в Пригородный район (郊区), который в 1961 году был переименован в район Кайпин. В 1965 году район Кайпин вновь был переименован в Пригородный район, с 1982 года опять носит название Кайпин.

## Административное деление
Район Кайпин делится на 5 уличных комитетов и 6 посёлков.

## Экономика
В районе расположена Кайпинская зона промышленного развития высоких и новых технологий (производство промышленного электрооборудования, новых материалов и автомобильных запчастей).